# 물방개붙이
물방개붙이는 딱정벌레목 물방개과 물방개붙이속의 수서곤충이다.